# Ettelbruck
Ettelbruck (en luxembourgeois : Ettelbréck  et en allemand : Ettelbrück), est une commune luxembourgeoise au statut de ville, située dans le canton de Diekirch.

## Géographie
Ettelbruck se trouve au centre du Luxembourg au cœur de grandes villes nationales, européennes et internationales
Ettelbruck est à :
- 6 kilomètres de Diekirch ;
- 40 kilomètres de Bastogne ;
- 49 kilomètres de Bitburg ;
- 36 kilomètres de Luxembourg, la capitale ;
- 69 kilomètres de Trèves ;
- 97 kilomètres de Metz ;
- 134 kilomètres de Liège ;
- 194 kilomètres de Coblence ;
- 252 kilomètres de Francfort-sur-le-Main ;
- 258 kilomètres de Strasbourg ;
- 195 kilomètres de Bruxelles ;
- 365 kilomètres de Paris.

### Sections de la commune
- Ettelbruck (chef-lieu)
- Grentzingen
- Warken

### Communes limitrophes
|                 | Bourscheid  |                     |
| Feulen          | Ettelbruck  | Erpeldange-sur-Sûre |
| Mertzig Vichten | Colmar-Berg | Schieren            |

### Voies de communication et transports
La gare d'Ettelbruck est reliée au réseau ferroviaire sur la ligne 1 reliant Luxembourg à Troisvierges-frontière. La commune est reliée au réseau routier national par l'A7 (Autoroute du Nord, liaison Luxembourg - Diekirch). Ettelbruck se trouve à environ 25 minutes du centre-ville de Luxembourg depuis la mise en service totale de l'A7 en 2015. Auparavant, la ville se trouvait à 45 minutes de Luxembourg par la N7, ce qui représente un gain de temps de 20 minutes.
Ettelbruck est desservie par le Régime général des transports routiers (RGTR). En outre, elle exploite un service « City-Bus » régulier, le « City-Bus Ettelbruck », constituée d'une unique ligne nommée ligne Loppert.

## Histoire
Plusieurs théories existent sur l'origine du nom "Ettelbruck": l'une d'elles remonterait au nom "Atilbriga", ce qui signifierait "terre fertile" en proto-germanique. Une autre la fait remonter au nom d'Attila, roi des Huns, également appelé "Etzel" - les Huns auraient construit un pont sur l'Alzette dans l'actuelle commune de Schieren, qui aurait donné son nom à la future ville (Etzelbruck -> Ettelbruck).
En 1148 puis en 1161, Ettelbruck est placée, par bulle pontificale, sous l'autorité de l'abbaye d'Echternach.
Ettelbruck a connu des moments difficiles au cours de son histoire. La ville a brûlé plusieurs fois, la paille aidant à la propagation des incendies. La pire de ces catastrophes se produit en 1778, quand 480 maisons sont détruites par le feu. La rue de la Colline porte en luxembourgeois le nom d'Aeschenhiwwel ("colline des cendres"), commémorant ainsi cette histoire. Les citoyens écrivirent alors à la souveraine de l'époque, Marie-Thérèse d'Autriche, pour l'appeler à l'aide. En réponse, elle leur donna la permission de tenir chaque moi un grand marché.
Ettelbruck, en tant que porte vers le nord du Luxembourg, a beaucoup profité de l'agriculture. Les marchés au bétail et au beurre, l'école agricole, la coopérative agricole et la laiterie près de la gare d'Ettelbruck ont contribué à ce développement.
Ettelbruck a eu une importante communauté juive. Les premières familles juives s'y sont installées au début du XIXe siècle.
Ettelbruck est au fil du temps devenue une ville d'industrie, depuis l'installation, au milieu du XIXe siècle, de la lavanderie et de la filature des frères Godchaux. Les industries du meuble et du tabac ont également laissé leurs marques.
La commune a été le centre de la révolution luxembourgeoise de 1848.
Le 1er juillet 1850, la commune fut amputée des sections de Birtrange, Erpeldange, Ingeldorf, Niederschieren et Oberschieren pour créer les communes d’Erpeldange et Schieren.
C'est à Ettelbruck qu'est jouée pour la première fois en public Ons Heemecht, l'hymne national luxembourgeois, le 5 juin 1864.
Le 4 août 1907, une loi octroie à Ettelbruck le titre de "ville", en même temps que Dudelange et Rumelange.
Pendant la Seconde Guerre mondiale, le 10 mai 1940, jour du déclenchement de l'invasion du Luxembourg, Ettelbruck est prise par les Allemands de la 1re Panzerdivision qui a pour objectif de traverser la Meuse à Sedan. La ville est particulièrement touchée par la bataille des Ardennes, avant d'être libérée par les troupes de George Patton le 25 décembre 1944, ce qui vaut à Ettelbruck, après la guerre, le surnom de «Patton Town».

## Politique et administration

### Liste des bourgmestres
| Identité                           | Période | Période  | Durée  | Étiquette |
| Identité                           | Début   | Fin      | Durée  | Étiquette |
| ---------------------------------- | ------- | -------- | ------ | --------- |
| Jean-Paul Schaaf (en) (né en 1965) | 2003    | En cours | 22 ans | CSV       |

## Population et société

### Démographie

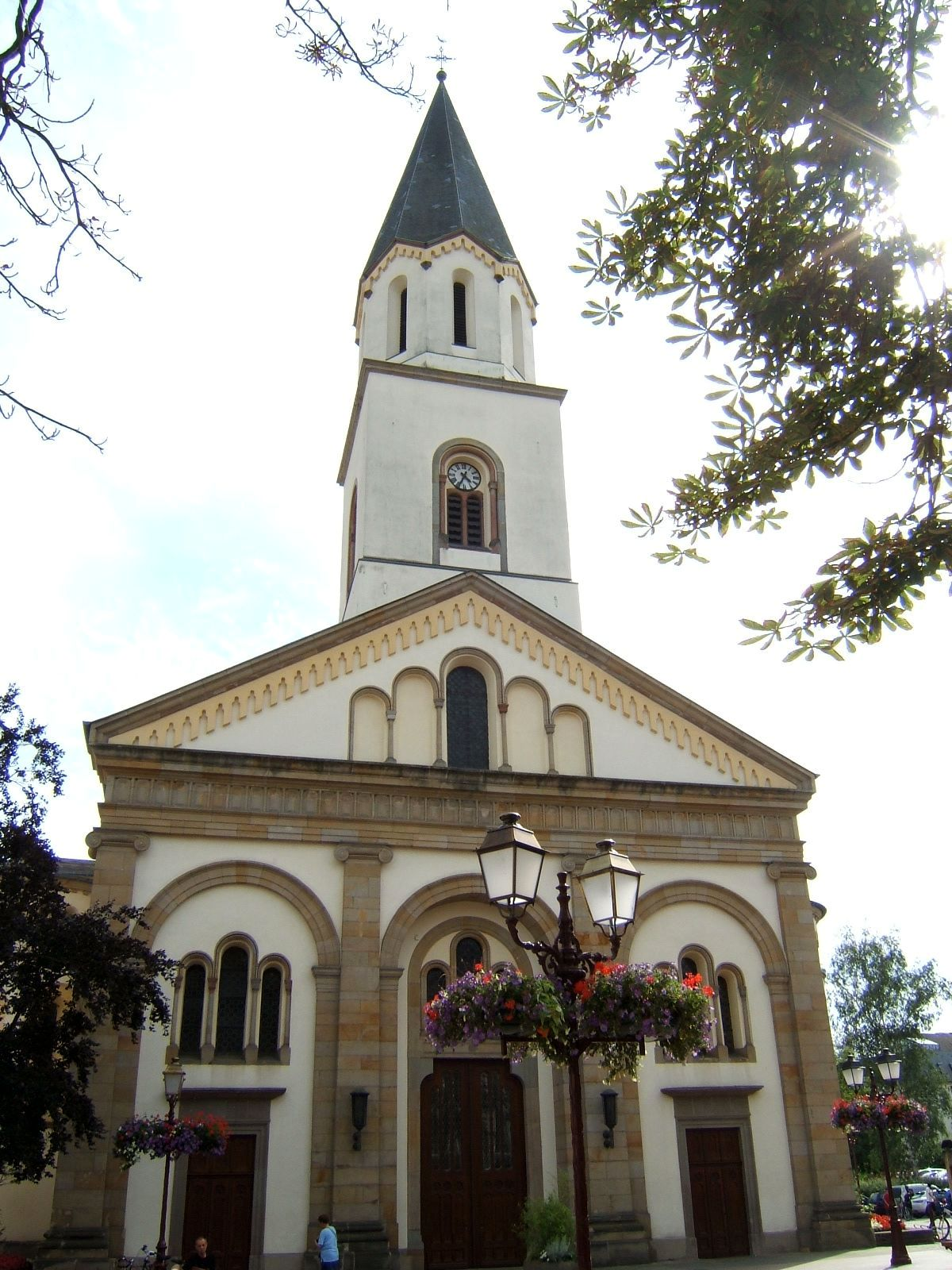
L'église Saint-Sébastien.

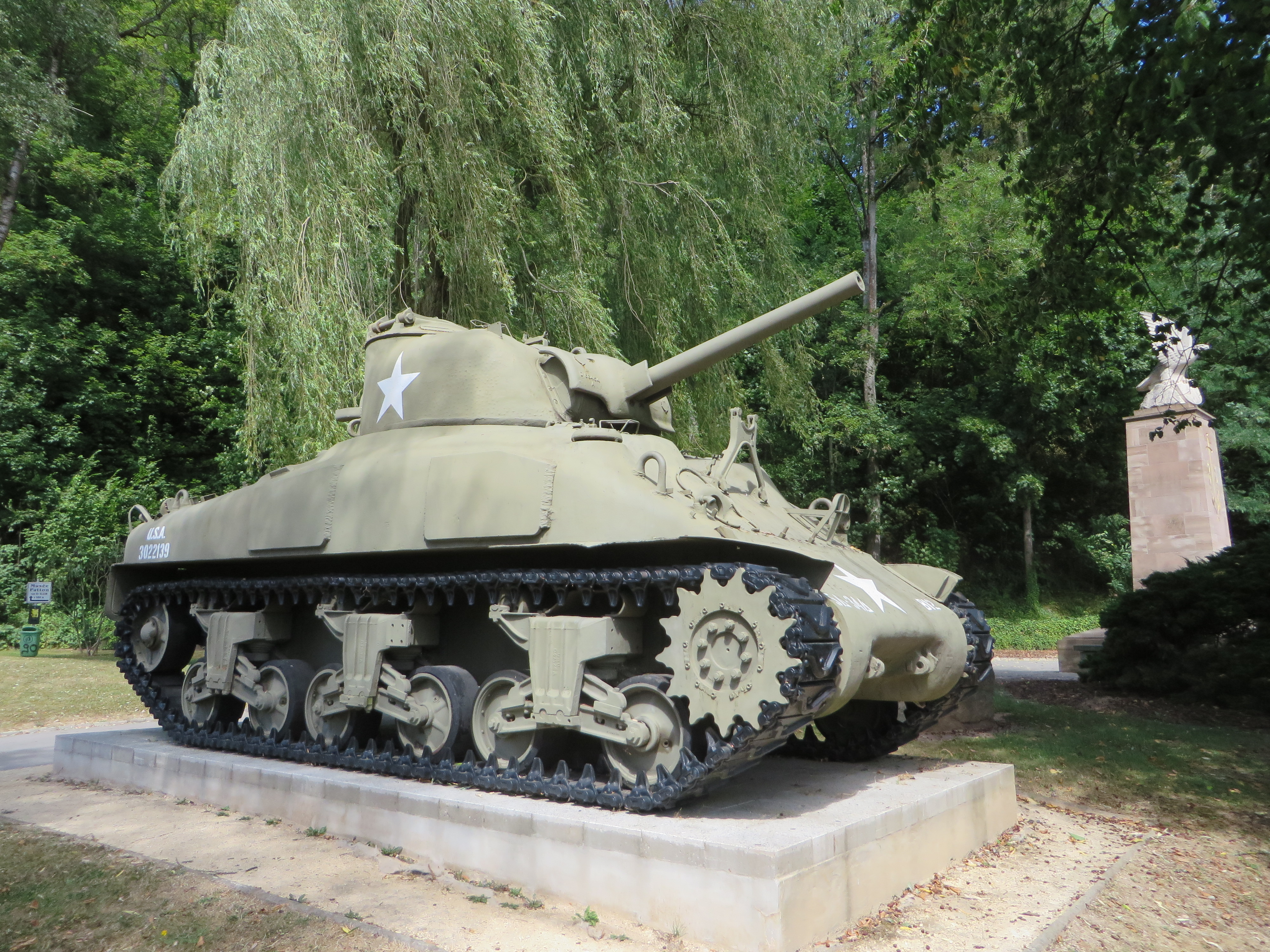
Char Sherman.

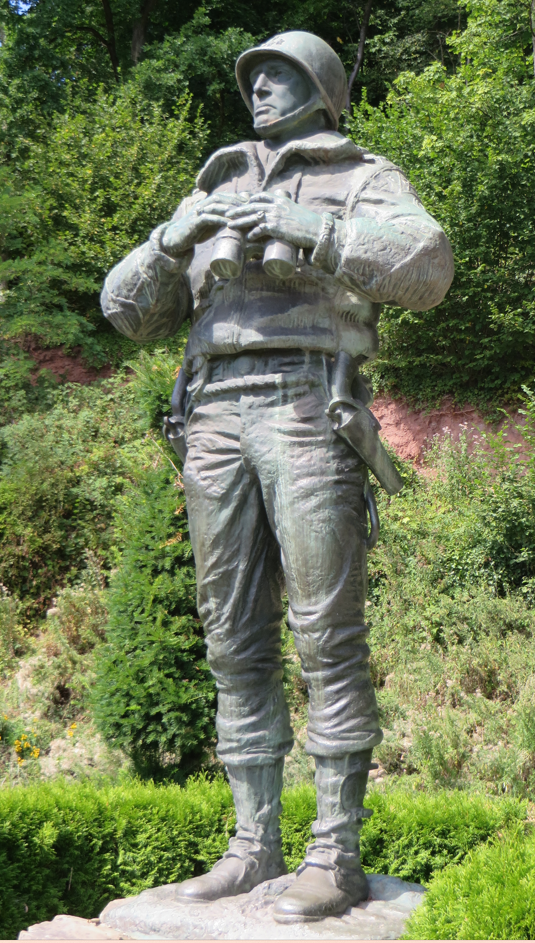
Monument Patton

L'évolution du nombre d'habitants est connue à travers les recensements de la population effectués dans le pays depuis 1821. Les recensements décennaux de la population permettent de caler les chiffres sur la composition de la population par sexe, âge, nationalité et commune de résidence. Entre deux recensements, la population au 1er janvier de l’année {\displaystyle x} est évaluée en ajoutant à la population au 1er janvier de l’année {\displaystyle x-1} les soldes naturel (naissances {\displaystyle -} décès) et migratoire (arrivées {\displaystyle -} départs) de l'année. La même méthode est appliquée pour la répartition par âge au 1er janvier et les effectifs totaux par nationalité. Depuis le 1er septembre 2023, le Luxembourg dénombre 100 communes.
Au 1er janvier 2024, la commune comptait 9 965 habitants.
| 1821  | 1851  | 1871  | 1880  | 1890  | 1900  | 1910  | 1922  | 1930  |
| ----- | ----- | ----- | ----- | ----- | ----- | ----- | ----- | ----- |
| 1 681 | 2 699 | 3 401 | 3 789 | 3 726 | 3 770 | 4 173 | 4 019 | 4 475 |

| 1935  | 1947  | 1960  | 1970  | 1978  | 1979  | 1981  | 1983  | 1984  |
| ----- | ----- | ----- | ----- | ----- | ----- | ----- | ----- | ----- |
| 4 606 | 4 452 | 5 101 | 5 990 | 6 440 | 6 356 | 6 454 | 6 390 | 6 460 |

| 1985  | 1986  | 1987  | 1988  | 1989  | 1990  | 1991  | 1992  | 1993  |
| ----- | ----- | ----- | ----- | ----- | ----- | ----- | ----- | ----- |
| 6 500 | 6 530 | 6 570 | 6 539 | 6 599 | 6 720 | 6 552 | 6 736 | 6 869 |

| 1994  | 1995  | 1996  | 1997  | 1998  | 1999  | 2000  | 2001  | 2002  |
| ----- | ----- | ----- | ----- | ----- | ----- | ----- | ----- | ----- |
| 7 014 | 7 135 | 7 176 | 7 269 | 7 358 | 7 340 | 7 467 | 7 344 | 7 340 |

| 2003  | 2004  | 2005  | 2006  | 2007  | 2008  | 2009  | 2010  | 2011  |
| ----- | ----- | ----- | ----- | ----- | ----- | ----- | ----- | ----- |
| 7 282 | 7 363 | 7 442 | 7 457 | 7 504 | 7 606 | 7 714 | 7 700 | 7 831 |

| 2012  | 2013  | 2014  | 2015  | 2016  | 2017  | 2018  | 2019  | 2020  |
| ----- | ----- | ----- | ----- | ----- | ----- | ----- | ----- | ----- |
| 8 013 | 8 095 | 8 278 | 8 347 | 8 541 | 8 833 | 8 735 | 8 926 | 9 148 |

| 2021  | 2022  | 2023  | 2024  | - | - | - | - | - |
| ----- | ----- | ----- | ----- | - | - | - | - | - |
| 9 246 | 9 362 | 9 688 | 9 965 | - | - | - | - | - |

Le graphique qui aurait dû être présenté ici ne peut pas être affiché car il utilise l'ancienne extension Graph, désactivée pour des questions de sécurité. Des indications pour créer un nouveau graphique avec la nouvelle extension Chart sont disponibles ici.

.

## Lieux et monuments
- L'église Saint-Sébastien, place de l'Église.
- La synagogue, rue de Warken, inaugurée en 1870.
- Le cimetière israélite, rue du Cimetière, aménagé en 1881 à côté du cimetière d'Ettelbruck au lieu-dit Ditgesbaach.
- Le CNFPC, l'abbatoire et le stade de football et le hall de basketball

## Climat
Ettelbruck possède un climat océanique (Cfb selon la classification de Köppen). Les étés y sont confortables et partiellement nuageux, tandis que les hivers sont très froids, venteux et généralement nuageux. La température moyenne annuelle varie de -1 °C à 23 °C, avec des extrêmes rares en dessous de -7 °C ou au-dessus de 29 °C. Les précipitations sont réparties tout au long de l'année, avec une moyenne annuelle d'environ 711,8 mm.